# Þrúðr
Þrúðr (nórdico antigo, lit. "força") por vezes anglicizado como Thrúd ou Thrud, na mitologia nórdica, é uma das filhas de Thor (deus do trovão) e Sif.
Thrud, “a Regente do Tempo” era famosa por sua extraordinária beleza. Foi admirada e desejada por muito homens; mortais, heróis, deuses e até mesmo gnomos, dos quais um, chamado Alvis, foi petrificado por Thor para que se afastasse de sua filha. O nome Thrud significava, em nórdico antigo, "força e poder". Ela era considerada uma deusa regente do tempo cuja raiva trazia as nuvens escuras de chuva e as tempestades, e o bom humor deixava o céu da cor de seus olhos azuis.
Thrud era também o nome de uma das valquírias que serviam os einherjar em Valhala. Não se sabe ao certo se a deusa Thrud e a valquíria Thrud são a mesma pessoa.
Também era considerada uma padroeira dos curadores, pelo fato de ter sido, ela mesmo, uma curadora, que, em seu aspecto de valquíria, aliviava o sofrimento dos feridos nos campos de batalha.

## Descendência de Thor
Thor casou duas vezes, com a gigante Járnsaxa e com Sif.
|  |  |  |  |  |  | Járnsaxa | Járnsaxa | Járnsaxa | Járnsaxa | Járnsaxa | Járnsaxa |       |       |       |       |       |       | Thor | Thor | Thor | Thor | Thor | Thor |      |      |      |      |      |      | ? | ? | ? | ? | ? | ? |  |  |  |  |  |  |  |  |  |  |  |  |  |  |  |  |  |  |
|  |  |  |  |  |  | Járnsaxa | Járnsaxa | Járnsaxa | Járnsaxa | Járnsaxa | Járnsaxa |       |       |       |       |       |       | Thor | Thor | Thor | Thor | Thor | Thor |      |      |      |      |      |      | ? | ? | ? | ? | ? | ? |  |  |  |  |  |  |  |  |  |  |  |  |  |  |  |  |  |  |
|  |  |  |  |  |  |          |          |          |          |          |          |       |       |       |       |       |       |      |      |      |      |      |      |      |      |      |      |      |      |   |   |   |   |   |   |  |  |  |  |  |  |  |  |  |  |  |  |  |  |  |  |  |  |
|  |  |  |  |  |  |          |          |          |          |          |          | Magni | Magni | Magni | Magni | Magni | Magni |      |      |      |      |      |      | Modi | Modi | Modi | Modi | Modi | Modi |   |   |   |   |   |   |  |  |  |  |  |  |  |  |  |  |  |  |  |  |  |  |  |  |

|  |  |  |  |  |  | Thor    | Thor    | Thor    | Thor    | Thor    | Thor    |  |  |       |       |       |       | Sif   | Sif   | Sif | Sif | Sif   | Sif   |       |       |       |       |
|  |  |  |  |  |  | Thor    | Thor    | Thor    | Thor    | Thor    | Thor    |  |  |       |       |       |       | Sif   | Sif   | Sif | Sif | Sif   | Sif   |       |       |       |       |
|  |  |  |  |  |  |         |         |         |         |         |         |  |  |       |       |       |       |       |       |     |     |       |       |       |       |       |       |
|  |  |  |  |  |  |         |         |         |         |         |         |  |  |       |       |       |       |       |       |     |     |       |       |       |       |       |       |
|  |  |  |  |  |  | Lorride | Lorride | Lorride | Lorride | Lorride | Lorride |  |  | Þrúðr | Þrúðr | Þrúðr | Þrúðr | Þrúðr | Þrúðr |     |     | Uller | Uller | Uller | Uller | Uller | Uller |